# Quararibea rangelii
Quararibea rangelii är en malvaväxtart som beskrevs av Fern.Alonso. Quararibea rangelii ingår i släktet Quararibea och familjen malvaväxter. Inga underarter finns listade i Catalogue of Life.